# Дезорганизованная преступность
«Дезорганизованная преступность» (англ. Disorganized Crime) — комедийный фильм-ограбление 1989 года режиссёра Джима Коуфа.

## Сюжет
Фрэнк Салазар (Корбин Бернсен) — вор со стажем — решает ограбить банк в Монтане. Он позаботился обо всех деталях, но накануне ограбления слежку за ним начинают вести полицейские во главе с шерифом Хенолтом (Хойт Экстон).

## В ролях
| Актёр              | Роль           |
| ------------------ | -------------- |
| Корбин Бернсен     | Фрэнк Салазар  |
| Хойт Экстон        | шериф Хенолт   |
| Рубен Блейдс       | Карлос Барриос |
| Фред Гвин          | Макс Грин      |
| Эд О'Нилл          | Джордж Денвер  |
| Лу Даймонд Филлипс | Рэй Форги      |